# Indice de Gallagher
Pour les articles homonymes, voir Gallagher.
En statistique, l'indice de Gallagher est utilisé pour mesurer la disproportionnalité des résultats d'une élection. Il est fondé sur la différence entre les pourcentages de votes reçus et les pourcentages de sièges concédés à un parti à la suite d'une élection. Cela est particulièrement utile pour comparer la proportionnalité entre plusieurs systèmes électoraux. Plus exactement, l'indice prend la racine carrée de la demi-somme des carrés de la différence entre le pourcentage de votes et le pourcentage de sièges de chaque parti représenté dans une élection. En équation:
{\displaystyle \mathrm {I_{G}} ={\sqrt {{\frac {1}{2}}\sum _{i=1}^{n}(V_{i}-S_{i})^{2}}}}
où IG est l'indice de Gallagher, Vi est la part du vote reçu d'un parti i (en %) et Si est la part de sièges concédés à ce parti (en %). Michael Gallagher, créateur de l'indice, inclut une catégorie de partis "autres". Par rapport à l'indice Loosemore-Hanby, l'indice de Gallagher est moins sensible aux petites différences.

## Exemple de calcul de disproportionnalité
La table suivante utilise le résultat des élections 2005 de la Nouvelle-Zélande. On remarquera que puisque la Nouvelle-Zélande utilise le système de vote mixte parallèle à finalité proportionnelle, les électeurs ont deux votes. Cette liste utilise le "vote de parti", qui détermine la proportionnalité des représentants du Parlement de Nouvelle-Zélande, alors que le « vote électoral » détermine le candidat local élu.
| parti                  | % de votes | % des sièges | Différence | Carré de la différence |
| ---------------------- | ---------- | ------------ | ---------- | ---------------------- |
| Travailliste           | 41,10      | 41,32        | 0,22       | 0,0484                 |
| National               | 39,10      | 39,67        | 0,57       | 0,3249                 |
| NZ First               | 5,72       | 5,79         | 0,07       | 0,0049                 |
| Vert                   | 5,30       | 4,96         | 0,34       | 0,1156                 |
| māori                  | 2,12       | 3,30         | 1,18       | 1,3924                 |
| United Future          | 2,67       | 2,48         | 0,19       | 0,0361                 |
| ACT                    | 1,51       | 1,65         | 0,14       | 0,0196                 |
| Progressives           | 1,16       | 0,82         | 0,34       | 0,1156                 |
| Destiny                | 0,62       | 0            | 0,62       | 0,3844                 |
| Legalise Cannabis (en) | 0,25       | 0            | 0,25       | 0,0625                 |
| Christian Heritage     | 0,12       | 0            | 0,12       | 0,0144                 |
| Alliance               | 0,07       | 0            | 0,07       | 0,0049                 |
| Family Rights (en)     | 0,05       | 0            | 0,05       | 0,0025                 |
| Democrats (en)         | 0,05       | 0            | 0,05       | 0,0025                 |
| Libertarianz (en)      | 0,04       | 0            | 0,04       | 0,0016                 |
| Direct Democracy (en)  | 0,03       | 0            | 0,04       | 0,0016                 |
| 99MP (en)              | 0,03       | 0            | 0,03       | 0,0009                 |
| OneNZ (en)             | 0,02       | 0            | 0,02       | 0,0004                 |
| Republicans (en)       | 0,02       | 0            | 0,02       | 0,0004                 |
| IG                     | IG         | IG           | IG         | 1,13                   |

En conclusion, la disproportionnalité des élections de la Nouvelle-Zélande en 2005 est de 1,13, ce qui est relativement bas.
Il faut noter que le Parti Māori affiche la différence la plus grande et que celle-ci est significativement au-delà des autres. Cela est dû au système de sièges réservés pour le Parti Māori de la Nouvelle-Zélande. Les sièges Māori sont alloués par vote sur une liste électorale séparée et, sachant que tout parti peut contester ces sièges, ils sont généralement gagnés soit par le Parti Māori, le Labour Party ou le New Zealand First.

## Indices de Gallagher par pays

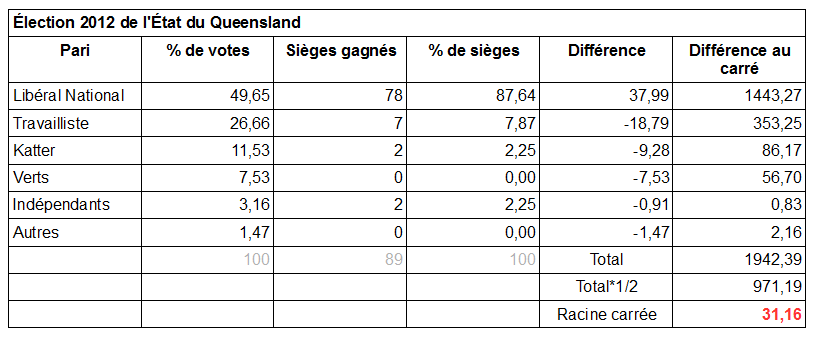
L'indice Gallagher est de 31,16 pour les élections 2012 de l'État du Queensland - le parti gagnant obtenant 87 % des sièges avec moins de 50 % des votes

| Pays             | IG 2011 |
| ---------------- | ------- |
| Royaume-Uni      | 7.94    |
| France           | 20,91   |
| Danemark         | 0,73    |
| Chypre           | 1,69    |
| Cap-Vert         | 1,95    |
| Nouvelle-Zélande | 2,38    |
| Lettonie         | 2,76    |
| Nigeria          | 2,83    |
| Finlande         | 2,95    |
| Zambie           | 3,39    |
| Russie           | 3,40    |
| Slovénie         | 3,64    |
| Suisse           | 3,76    |
| Thaïlande        | 4,92    |
| Estonie          | 5,09    |
| Maroc            | 5,22    |
| Portugal         | 5,68    |
| Macédoine        | 5,70    |
| Pologne          | 5,95    |
| Nicaragua        | 6,41    |
| Espagne          | 6,93    |
| Turquie          | 7,40    |
| Tunisie          | 7,43    |
| Argentine        | 7,55    |
| Égypte           | 7,71    |
| Irlande          | 8,69    |
| Guatemala        | 9,33    |
| Pérou            | 10,23   |
| Liberia          | 11,14   |
| Seychelles       | 11,18   |
| Croatie          | 12,31   |
| Canada           | 12,42   |
| Sainte-Lucie     | 12,83   |
| Jamaïque         | 13,33   |
| Ouganda          | 15,67   |
| Andorre          | 17,20   |
| Singapour        | 25,75   |

## Autres indices de calcul de disproportionnalité
- Indice de Rae[11]
- Indice de Sainte-Lagüe[4]